# Bastelbergers Rindenspanner
Bastelbergers Rindenspanner (Alcis bastelbergeri) oder Gebänderter Bergwald-Baumspanner (Alcis deversata) ist ein Schmetterling (Nachtfalter) aus der Familie der Spanner (Geometridae). Der Name der Art ehrt den deutschen Entomologen Max Bastelberger.

## Merkmale

### Falter
Die Falter erreichen in der Regel eine Flügelspannweite von etwa 38 bis 43 Millimetern. Auf den Vorderflügeln herrschen graue und bräunliche Tönungen vor. Direkt an die gebogene, schwarz gefärbte innere Querlinie schließt ein ebenfalls schwarz gefärbter, bandförmiger Mittelschatten an. Die  äußere Querlinie ist nur in der vorderen Hälfte schwarz und verläuft danach undeutlich bis zum Innenrand. Im Saumfeld ist eine weiße Wellenlinie erkennbar, an die sich etwa in der Mitte, wurzelwärts gerichtet ein deutlicher dunkler Fleck anschließt. Äußere Querlinie und  Wellenlinie setzen sich in abgeschwächter Form auf den Hinterflügeln fort. Hinter dem Thorax befindet sich oftmals eine weiße ringförmige Zeichnung. Die Fühler der Männchen sind beidseitig stark gekämmt, diejenigen der Weibchen sind fadenförmig.

### Ähnliche Arten
Bastelbergers Rindenspanner unterscheidet sich von der Farbvariante conversaria des Wellenlinien-Rindenspanners (Alcis repandata) durch den schmaleren und schwächer ausgebuchteten schwarz gefärbten Mittelschatten, was insbesondere bei den männlichen Faltern auffällig ist.

## Synonyme
- Alcis maculata
- Alcis deversata
- Boarmia maculata

## Vorkommen
Das Verbreitungsgebiet von Bastelbergers Rindenspanner erstreckt sich durch Mitteleuropa bis über den Ural hinaus nach Ostasien, wo die ssp. sachalinensis lebt. In den Alpen steigt er bis auf 1200 Meter. Die Art bewohnt bevorzugt Nadelwälder, Ginster- und Wacholderheiden, Waldwiesen sowie Gebiete mit Heidelbeerbewuchs.

## Lebensweise
Die Falter sind überwiegend nachtaktiv und fliegen gern künstliche Lichtquellen, aber auch Blüten von Disteln, Witwenblumen (Knautia), Fuchsschem Greiskraut (Senecio ovatus) oder Gewöhnlichem Wasserdost (Eupatorium cannabinum) an. Hauptflugzeit sind die Monate Juli bis September. Die Raupen leben ab dem Spätsommer polyphag an einer Vielzahl von Gehölzen und niedrigen Pflanzen, beispielsweise an Heidelbeere (Vaccinium myrtillus), Gewöhnlicher Waldrebe (Clematis vitalba), Himbeere (Rubus idaeus), Heidekräutern (Erica) sowie Birken (Betula) und anderen Laub- und Nadelgehölzen. Die Raupen überwintern.

## Gefährdung
Die Art ist in den mittleren und südlichen deutschen Bundesländern verbreitet, teilweise nicht selten und wird deshalb auf der Roten Liste gefährdeter Arten als nicht gefährdet eingestuft.